# Droga krajowa B94 (Niemcy)
Droga krajowa 94 (niem. Bundesstraße 94, B 94) – niemiecka droga krajowa przebiegająca  z zachodu na wschód od skrzyżowania z drogą B2 w Schleiz w Turyngii do skrzyżowania z drogą B169 w miejscowości Rodewisch w Saksonii.